# Siana
Siana là một thành phố và là nơi đặt ban đô thị (municipal board) của quận Bulandshahr thuộc bang Uttar Pradesh, Ấn Độ.

## Nhân khẩu
Theo điều tra dân số năm 2001 của Ấn Độ, Siana có dân số 39.033 người. Phái nam chiếm 53% tổng số dân và phái nữ chiếm 47%. Siana có tỷ lệ 53% biết đọc biết viết, thấp hơn tỷ lệ trung bình toàn quốc là 59,5%: tỷ lệ cho phái nam là 63%, và tỷ lệ cho phái nữ là 43%. Tại Siana, 18% dân số nhỏ hơn 6 tuổi.